# Les Deux Magots

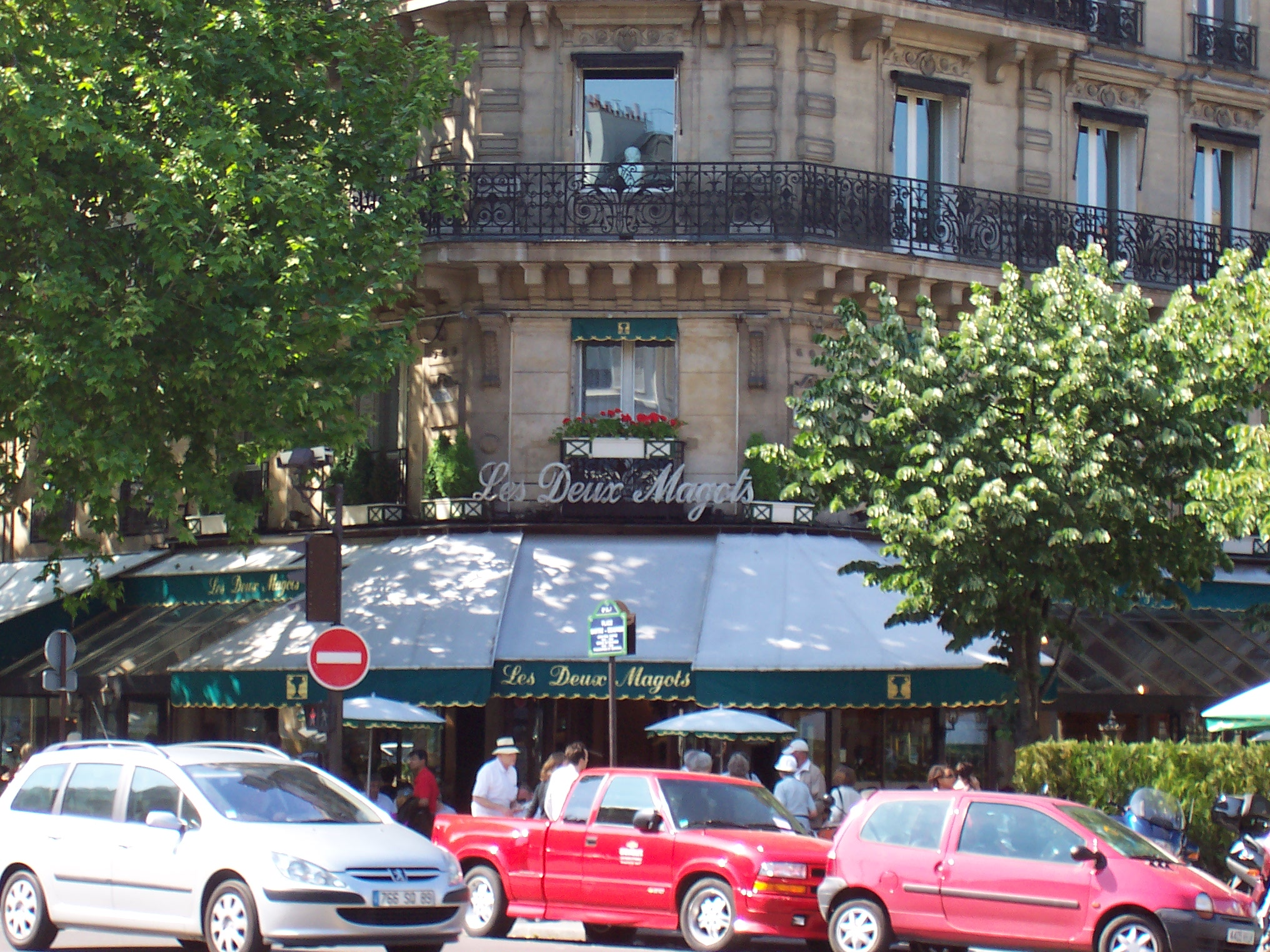
Außenansicht des Café Les Deux Magots

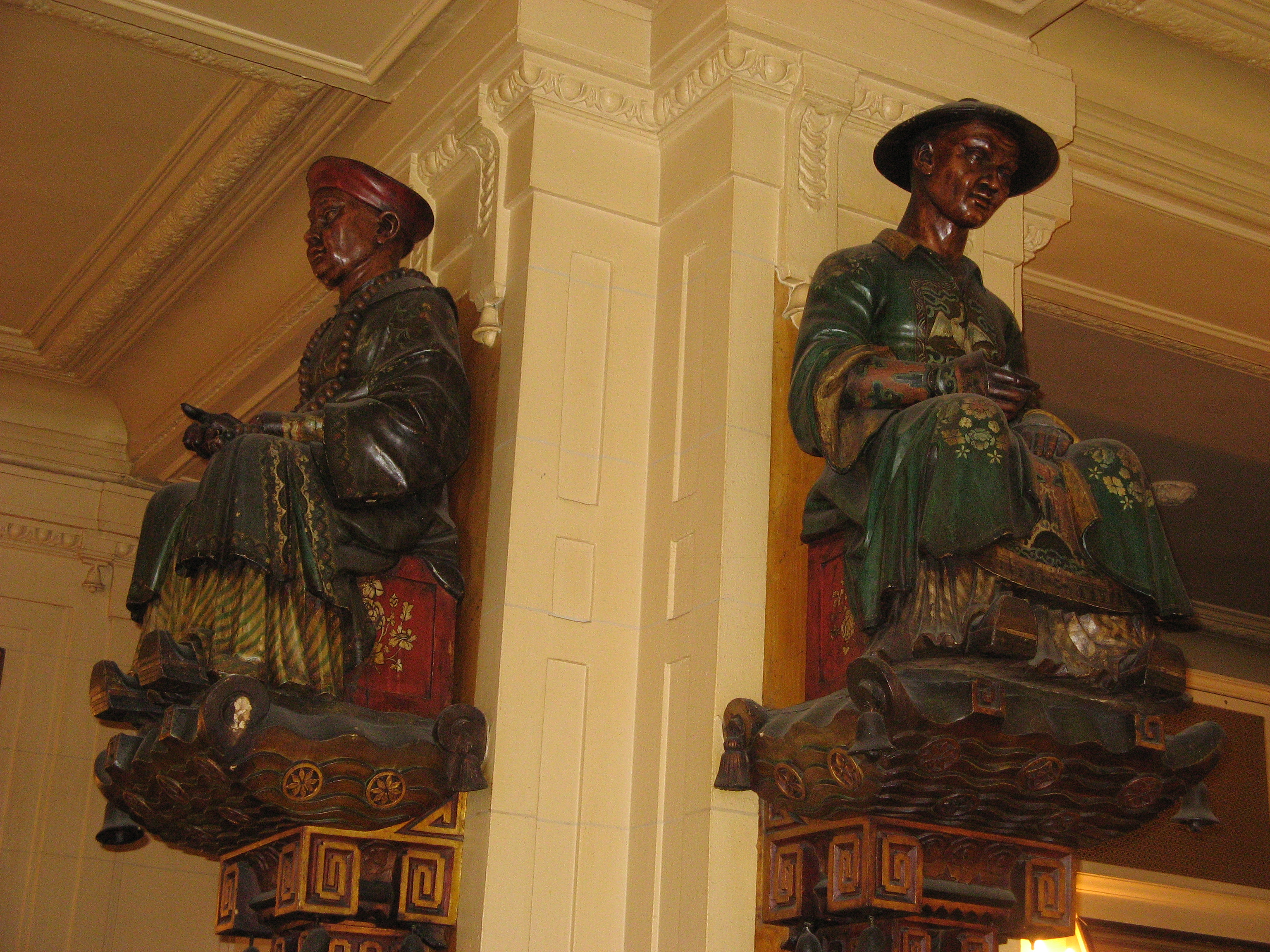
Sitzfiguren der „Zwei Magots“ im Inneren des Cafés

Les Deux Magots (frz. „Die zwei Händler“; magot‘ = Geld, Händler aus Fernost, Figur) ist ein berühmtes Pariser Café und Lokal im Bezirk St. Germain-des-Prés am Boulevard Saint-Germain (Adresse: 6 Place Saint-Germain-des-Prés). Seinen Ruf verdankt es zahlreichen berühmten Literaten, Intellektuellen und Künstlern, die es erstmals 1885, dann in den 1920er und 1930er Jahren, später wieder Anfang der 1950er Jahre zu ihrem Treffpunkt wählten.

## Geschichte und Gäste

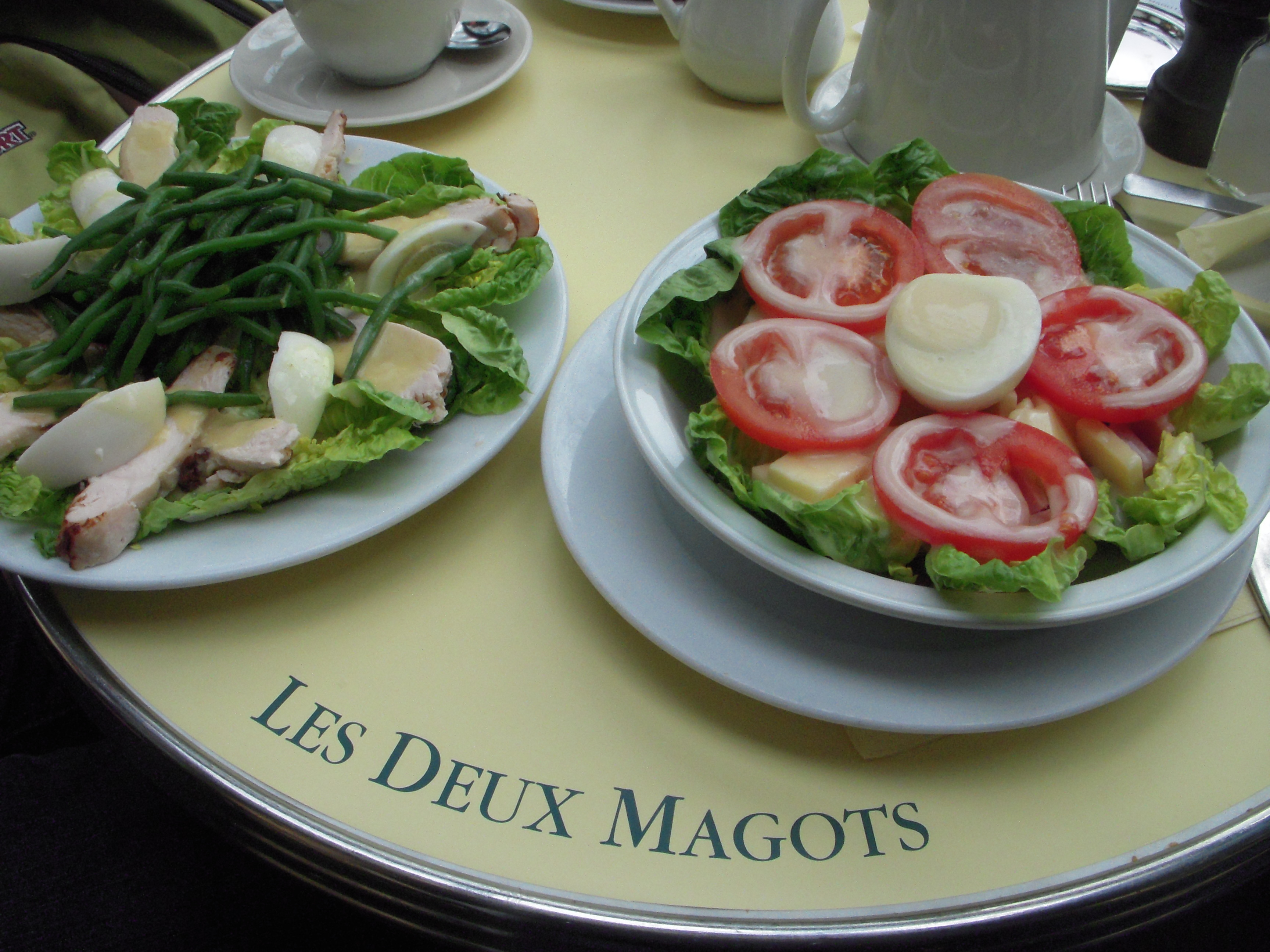
Mittagessen (2010)

Das Café Les Deux Magots, dessen „zwei Händler“ als hölzerne, fast lebensgroße und aufwendig gestaltete chinesische Sitzfiguren den Gastraum des Cafés schmücken, war 1812 ursprünglich eine Handelsniederlassung für fernöstliche, vorwiegend chinesische Kunstgewerbeartikel. Sie zog 1873 aus Platzgründen von der Rue de Buci 23 an den Saint-Germain-des-Prés-Platz 6. Aus dieser Zeit stammen auch die beiden erwähnten Sitzfiguren. Um 1885 wurde das Lager unter Beibehaltung des Firmenemblems in ein Café und Likörlokal mit dem Namen Aux Deux Magots umgewandelt. Dichter und Schriftsteller dieser Zeit wie Paul Verlaine, Arthur Rimbaud, Stéphane Mallarmé, Oscar Wilde und andere trafen sich dort und gaben dem Lokal seine erste Berühmtheit. Der Ruf des Deux Magots setzte sich durch surrealistische Künstler wie André Breton fort, die es als ihren Treffpunkt ausersahen, später auch durch Intellektuelle wie André Gide, Jean Giraudoux, Simone de Beauvoir und Jean-Paul Sartre und bildende Künstler wie Fernand Léger, die hier häufig anzutreffen waren. Oft zu Gast waren unter anderen Ernest Hemingway, Albert Camus und der Maler Pablo Picasso, später auch der Regisseur François Truffaut, der Gitarrist Bob Welch und der italienische Schriftsteller und Philosoph Umberto Eco.
Nachdem das Café seinen Ruf etabliert hatte, wurde es vor allem von Touristen besucht, die glaubten, hier eine authentische Bohème miterleben zu dürfen, während deren tatsächliche Szene sich rasch an andere Orte verlagert hatte. Trotzdem spielt das Lokal immer noch eine wichtige Rolle im kulturellen Leben von Paris, was durch die jährliche Vergabe eines eigenen, 1933 geschaffenen Deux-Magots-Literaturpreises (Prix des Deux Magots) für herausragende französische Schriftsteller unterstrichen wird. Raymond Queneau war 1933 der erste Preisträger für seinen Roman Le chiendent (dt.: Der Hundszahn).
1914 wurde das Café von Auguste Boulay gekauft. Seit 1919 war es im Besitz der Familie Mathivat, zu der auch der bekannte Brückenbauingenieur Jacques Mathivat zählt, der es ab 1985 leitete und das Konzept samt Literaturpreis 1989 nach Tokio (ins Bunkamura Kulturzentrum) übertrug. Seit 1993 leitet Catherine Mathivat das Deux Magots.